# Hotel Chelsea

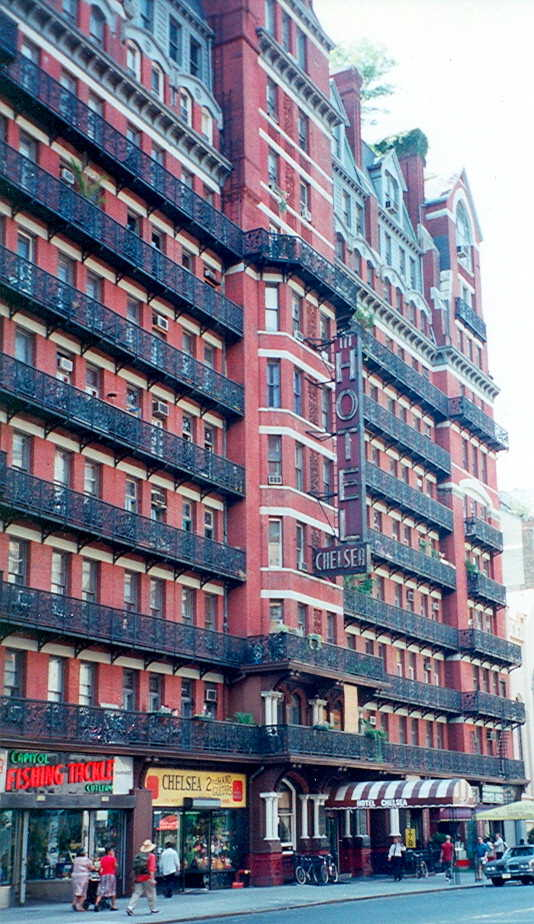
L'Hotel Chelsea

L'Hotel Chelsea és un hotel situat al barri de Chelsea a l'illa de Manhattan a Nova York. Està situat al 222 West del carrer 23 entre la setena i la vuitena Avinguda. Construït el 1883, l'hotel és conegut pels artistes que s'hi van estar, de vegades durant diversos anys.

## Història
L'hotel ha estat sempre un centre important per a la vida artística novaiorquesa. Ha estat el primer edifici de ser inscrit per la ciutat de New York a la llista dels edificis a preservar pel seu interès històric i cultural.
L'edifici on hi ha l'Hotel Chelsea va ser construït el 1883, i va obrir el 1884. Va ser una de les primeres cooperatives d'habitatge privat. En aquesta època, el carrer era el barri dels teatres. Les dificultats econòmiques i el desplaçament dels teatres van provocar la bancarrota de la cooperativa.
El 1905, l'edifici va ser transformat en hotel. Aquest hotel acull sobretot persones durant estades llargues. De 1939 a 2007, va ser dirigit per la família Bard, prenent la successió del seu pare Stanley Bard el 1955. Stanley Bard era conegut per albergar gratuïtament nombrosos artistes durant diversos anys. Milos Forman va residir així a l'hotel durant dos anys després de la seva arribada als Estats Units. El 18 de juny de 2007 Stanley Bard va dimitir de les seves funcions d'empresari de l'hotel a l'edat de 74 anys. La seva família (no té més d'un 40% de l'hotel) va ser posada en minoria per Marlene Krauss i David Elder, els dos altres copropietaris de l'hotel. Stanley Bard va ser reemplaçat per la companyia PG. Hotels NY, L.L.C.
El 1977, l'Hotel Chelsea va ser inscrit al Nacional Register of Historic Places. Dylan Thomas hi va morir d'alcoholisme el 4 de novembre de 1953 (dos dies abans declarava He begut divuit whiskies seguits, crec que és el meu record) i Charles R. Jackson, autor de The Lost Weekend, s'hi va suïcidar el 21 de setembre de 1968. Nancy Spungen, companya de Sid Vicious, hi va ser trobada morta el 12 d'octubre de 1978 a la cambra 100.

## Persones que han viscut al Chelsea

### Escriptors i intel·lectuals

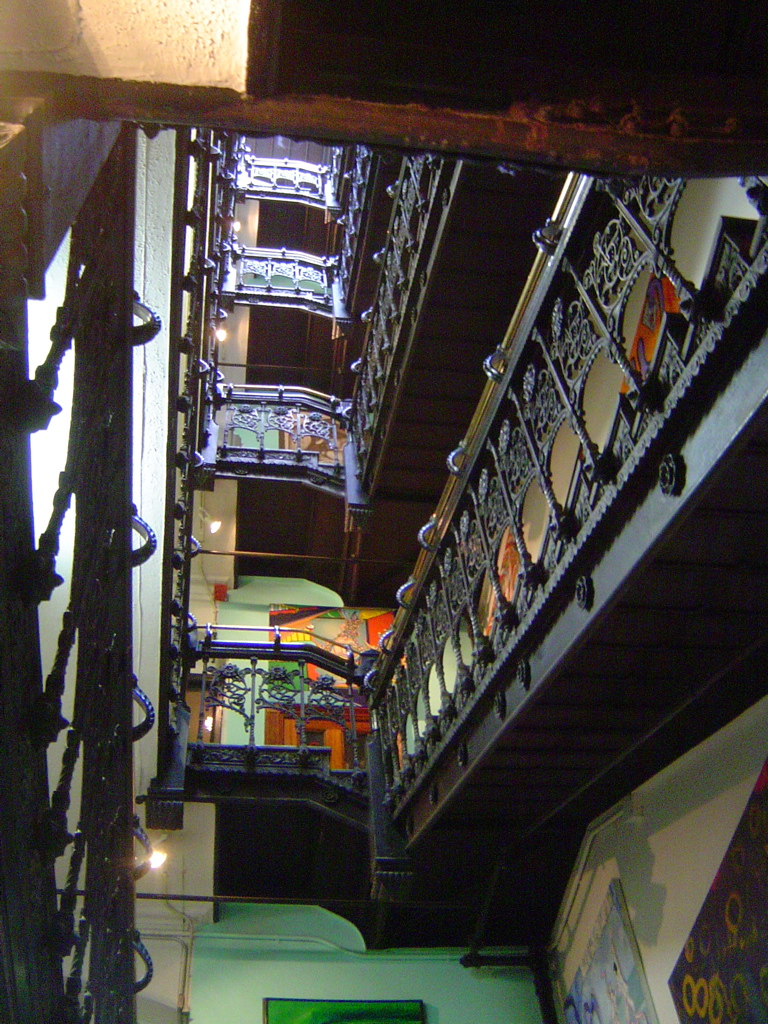
Les escales de l'Hotel Chelsea

Mark Twain, Herbert Huncke, Jack Kerouac (qui hi va escriure A la carretera), O. Henry, Dylan Thomas, Arthur C. Clarke (qui hi va escriure Odissea de l'espai), Paul Bowles, William S. Burroughs, Gregory Corso, Leonard Cohen, Arthur Miller, Quentin Crisp, Gore Vidal, Tennessee Williams, Allen Ginsberg, Robert Hunter, Jack Gantos, Brendan Behan, Robert Oppenheimer, Simone de Beauvoir, Jean-Paul Sartre, Bill Landis, Michelle Clifford, Thomas Wolfe, Charles Bukowski, Matthew Richardson, Peggy Biderman, Raymond Foye et René Ricard.

### Actors i realitzadors
Stanley Kubrick, Shirley Clarke, Cyndi Coyne, Mitch Hedberg, Miloš Forman, Lillie Langtry, Ethan Hawke, Dennis Hopper, Eddie Izzard, Kevin O'Connor, Uma Thurman, Elliott Gould, Jane Fonda, Rebecca Miller que hi ha crescut, Gaby Hoffmann i sa mare Viva, musa d'Andy Warhol i Edie Sedgwick.

### Músics
The Libertines, Tom Waits, Patti Smith, Virgil Thomson, Dee Dee Ramone dels The Ramones, Henri Chopin, John Cale, Édith Piaf, Joni Mitchell, Marty Connolly, Bob Dylan (que hi va escriure Sad Eyed Lady of the Lowlands), Janis Joplin, Jimi Hendrix, Sid Vicious, Richard Hell, Ryan Adams, Jobriath, Rufus Wainwright, Abdullah Ibrahim/Sathima Bea Benjamin, Leonard Cohen, Keren Ann, el grup The Kills i Anthony Kiedis (dels Red Hot Chili Pepper).

### Artistes plàstics
Larry Rivers, Brett Whiteley, Christo, Arman, Richard Bernstein, Francesco Clemente, Philip Taaffe, Michele Zalopany, Ralph Gibson, Robert Mapplethorpe, Frida Kahlo, Diego Rivera, Robert Crumb, Jasper Johns, Claes Oldenburg, Vali Myers, Donald Baechler, Herbert Gentry, Willem De Kooning, John Dahlberg i Henri Cartier-Bresson. Harry Smith va morir a l'hotel. El pintor Alphaeus Cole hi va viure 35 anys abans de morir-hi el 1988 a l'edat de 112 anys (era en aquell temps el degà dels Estats Units).
- Elizabeth Peyton va fer la seva primera exposició a una de les cambres de l'hotel. Els visitants havien de demanar la clau a la recepció.

- Alguns d'aquests artistes plàstics hi han deixat obres com Un Déjeuner sur l'herbe pointilliste d'Alain Jacquet, Dutch Masters de Larry Rivers, un bust de Harry Truman per Rene Shapshak, així com obres de Daniel Spoerri.[3]

### Altres
- Charles James, un dels primers grans modistes americà hi va viure de 1964 fins a la seva mort d'una pneumònia el 1978.

- Andy Warhol va dirigir la pel·lícula Chelsea Girls (1966), escollint nombroses actrius entre els hostes de l'hotel, com les Warhol Superstar Edie Sedgwick, Viva, Larry Rivers, Isabelle Collin Dufresne (Ultraviolet), Mary Woronov, Holly Woodlawn, Andrea Feldman, Nico, Paul America, i Brigid Berlin.

- L'escenògraf Peter Brook.[3]
- Ruth Harkness, explorador i naturalista

- Alguns supervivents del Titanic s'hi han quedat, estant situat l'hotel prop del moll on el paquebot havia d'atracar.